# Кинтан-де-Перу-Мартинш
Кинтан-де-Перу-Мартинш (порт. Quintã de Pêro Martins)  —  район (фрегезия) в Португалии,  входит в округ Гуарда. Является составной частью муниципалитета  Фигейра-де-Каштелу-Родригу. По старому административному делению входил в провинцию Бейра-Алта. Входит в экономико-статистический  субрегион Бейра-Интериор-Норте, который входит в Центральный регион. Население составляет 206 человек на 2001 год. Занимает площадь 15,52 км².